# Snow Steam Iron
Snow Steam Iron es un Cortometraje independiente  lanzado en el 2017 dirigido por Zack Snyder creado "con amigos y sin presupuesto", rodado completamente con un iPhone. 

## Argumento
La nieve cae suavemente en las ensangrentadas calles de Nueva York, una ciudad fuera de su época. Los vapores envuelven la pesadilla que se despliega en sus estrechas callejuelas. El hierro es la voluntad de quien se atreve a pelear, a resistir, a sobrevivir... 

## Reparto
- Samantha Jo como Lin Woo.
- Wesley Coller como Boudoir Photographer.
- Wayne Dalglish como Thug #2.
- Victoria Jacobsen como Scarlett.
- Allen Jo como Thug #1.
- Ross Kohnstam como Cop.
- Jim Rowe como Police Photographer.
- Damian Smith como Cop Driver.
- Eli Snyder como Booking Cop.
- Kristin VanOvan
- Jen Sung como Mafia Boss.